# Sennaïa plochtchad (métro de Saint-Pétersbourg)
Sennaïa plochtchad (en russe : Сенна́я пло́щадь) est une station de la ligne 2 du métro. Elle est située dans le raïon de Amirauté à Saint-Pétersbourg en Russie.
Mise en service en 1958, elle est desservie par les rames de la ligne 2 du métro de Saint-Pétersbourg. Elle est en correspondance directe avec la station   Spasskaïa, desservie par la ligne 4 du métro de Saint-Pétersbourg, et la station Sadovaïa, desservie par la ligne 5 du métro de Saint-Pétersbourg.

## Situation sur le réseau

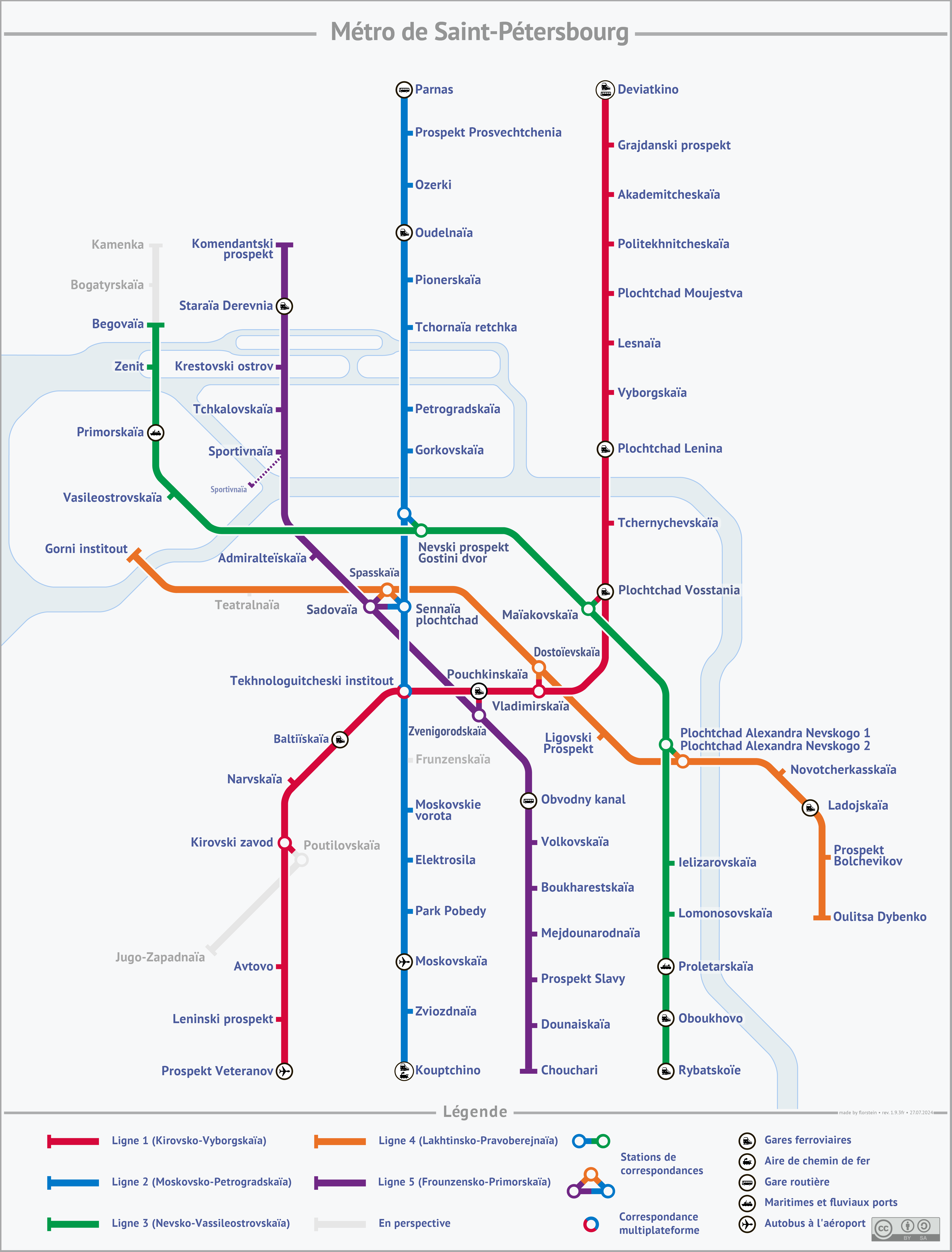
Plan du métro.

Établie en souterrain, à 55 mètres de profondeur, Sennaïa plochtchad est une station de passage de la ligne 2 du métro de Saint-Pétersbourg. Elle est située entre la station Nevski prospekt, en direction du terminus nord Parnas, et la station Tekhnologuitcheski institout, en direction du terminus sud Kouptchino.
La station dispose d'un quai central encadré par les deux voies de la ligne.

## Histoire
La station, alors dénommée en russe : Площадь Мира, est mise en service le 1er juillet 1963, lors de l'ouverture à l'exploitation des 5,9 km de Tekhnologuitcheski institout au nouveau terminus Petrogradskaïa,,. Elle doit son nom à la place éponyme (renommée en 1992).
En 1991, des améliorations notamment esthétiques sont exécutés, comme le remplacement du revêtement en tuile des murs par du marbre et la relation piétonne de correspondance avec la station Sadovaïa est ouverte le 30 décembre.  La station est renommée Sennaïa plochtchad le 1er juillet 1992. Le 10 juin 1999 un élément en béton s'effondre dans le hall provoquant la mort de sept personnes. À la suite de cet accident, des éléments en béton identiques, présents dans d'autres stations, sont renforcés avec des armatures métalliques.
La relation de correspondance directe avec la station Spasskaïa est ouverte en 2008.
L'attentat du métro de Saint-Pétersbourg a lieu le 3 avril 2017 entre dans le tunnel de la ligne 2, entre la station et Tekhnologuitcheski institout.

## Services aux voyageurs

### Accès et accueil
Elle dispose d'un bâtiment d'accès situé au nord de la station, en relation avec le quai par un tunnel en pente équipé de trois escaliers mécaniques accédant directement sur le nord du quai central.

Installations
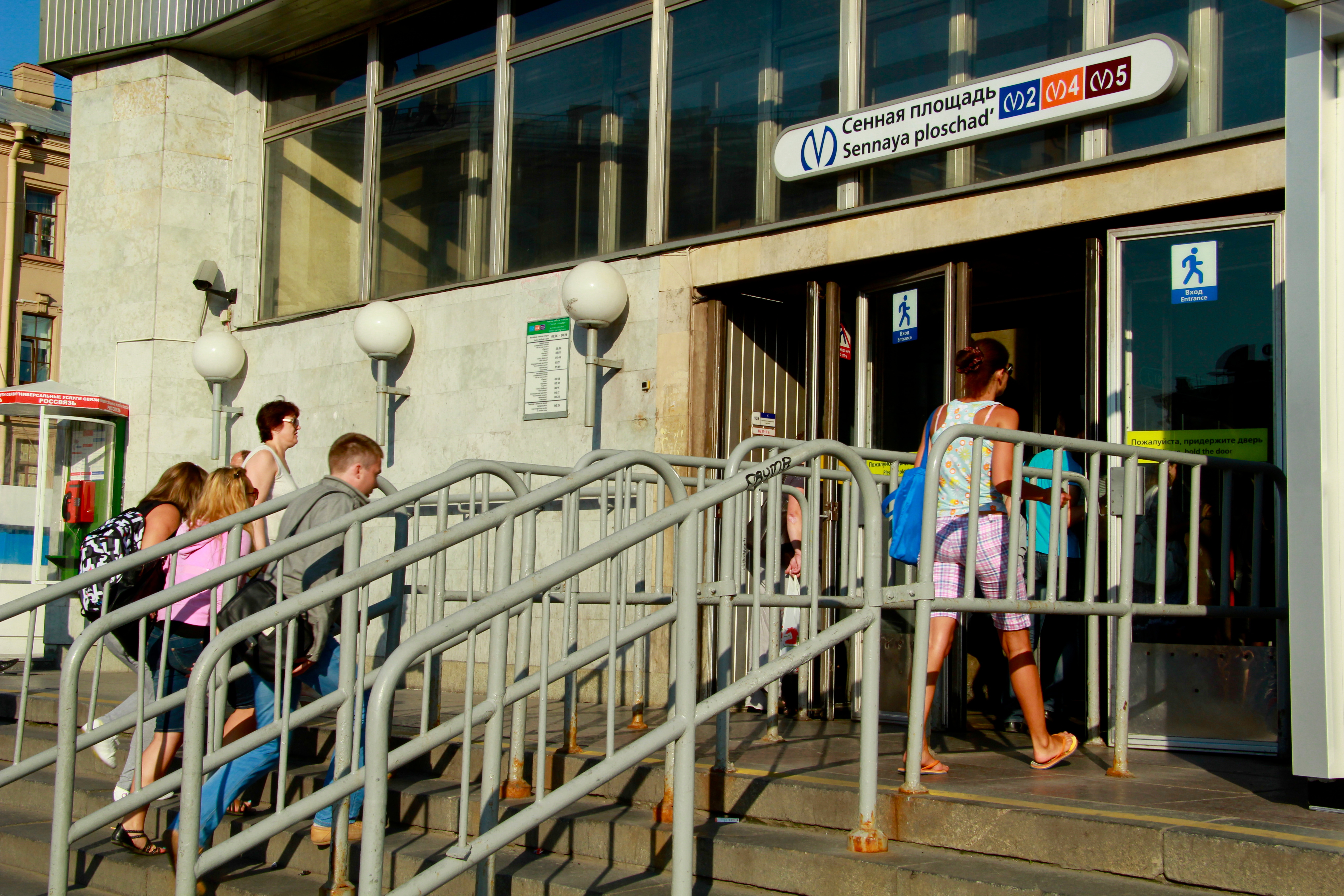
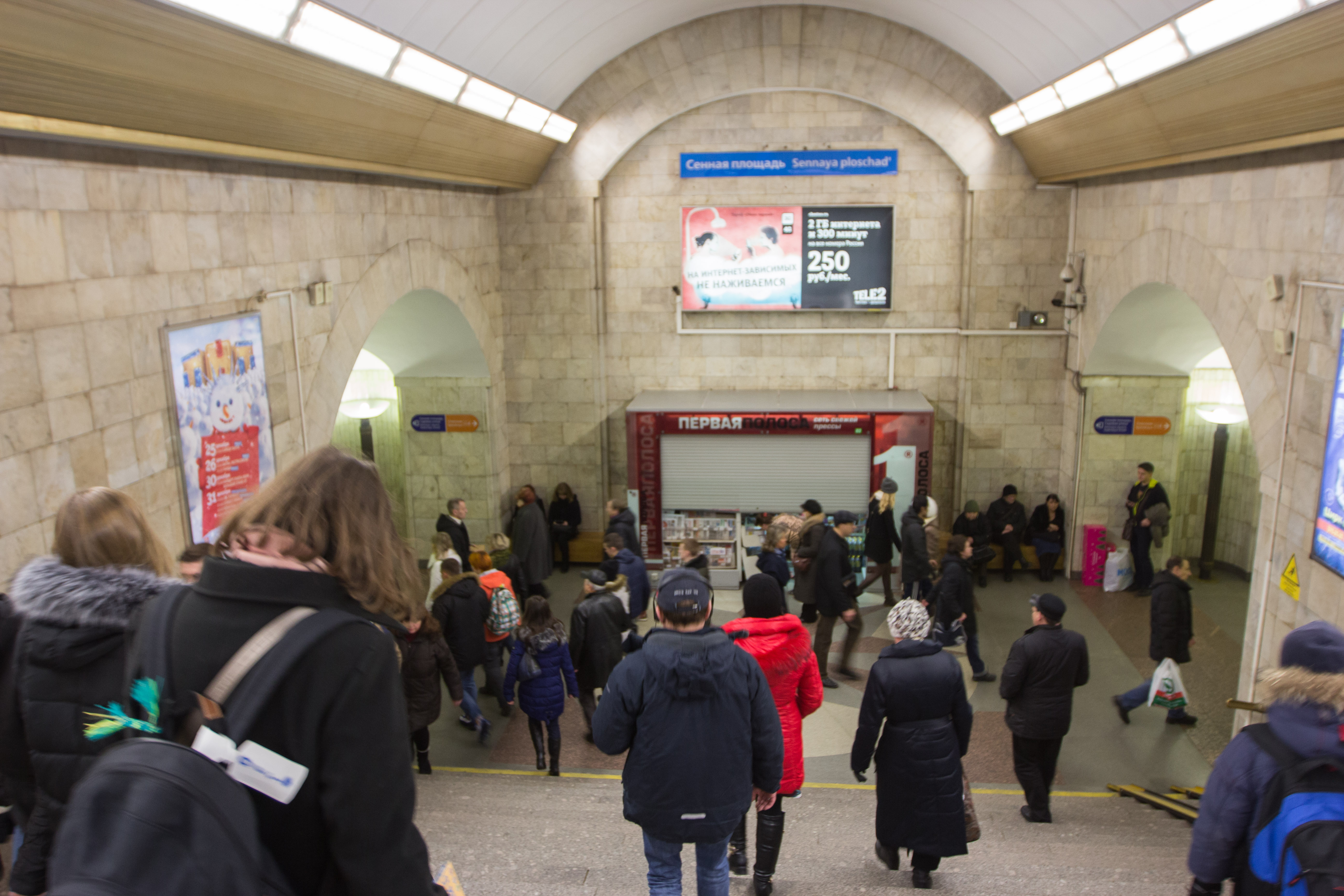
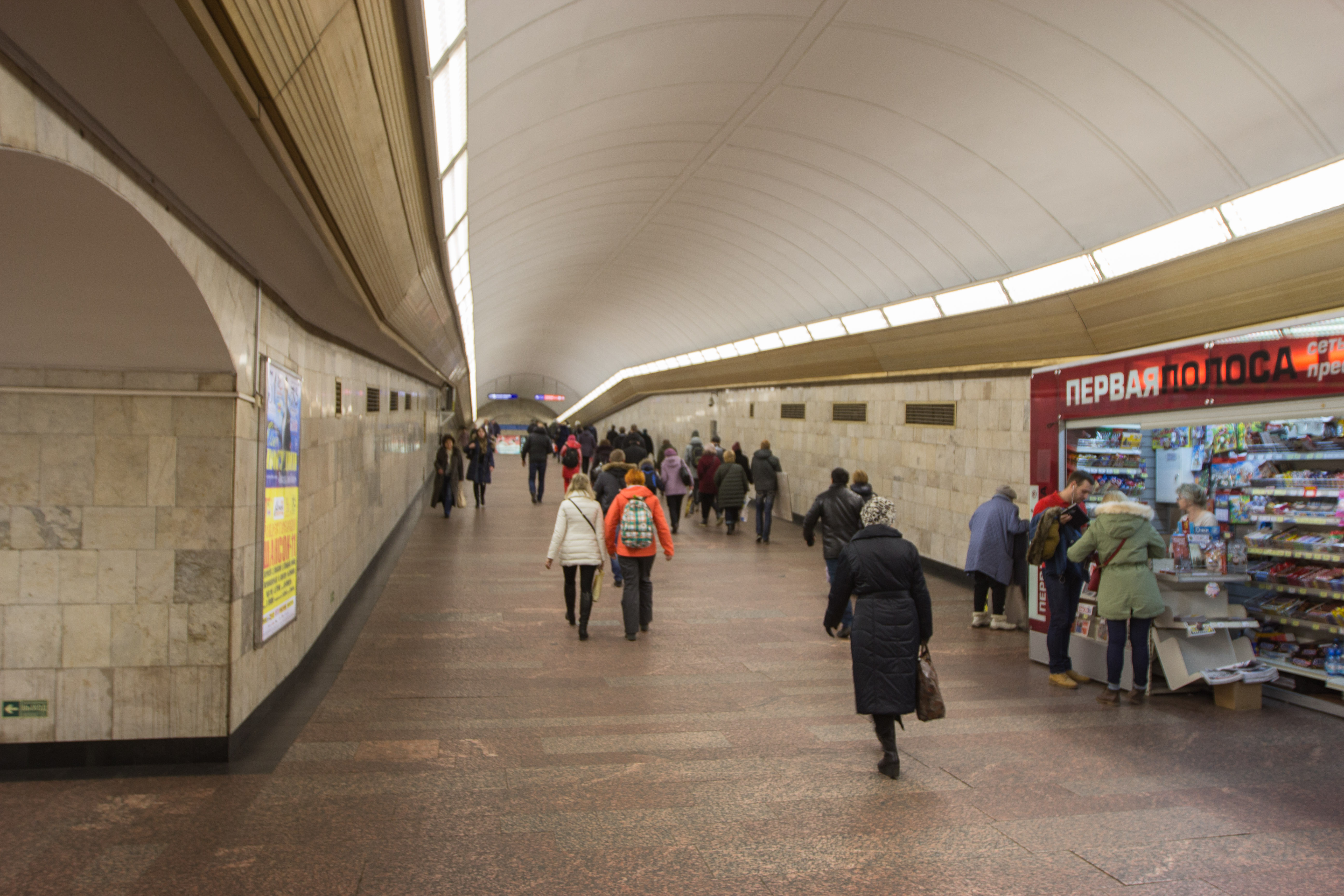

### Desserte
Sennaïa plochtchad est desservie par les rames de la ligne 2 du métro de Saint-Pétersbourg.

Installations
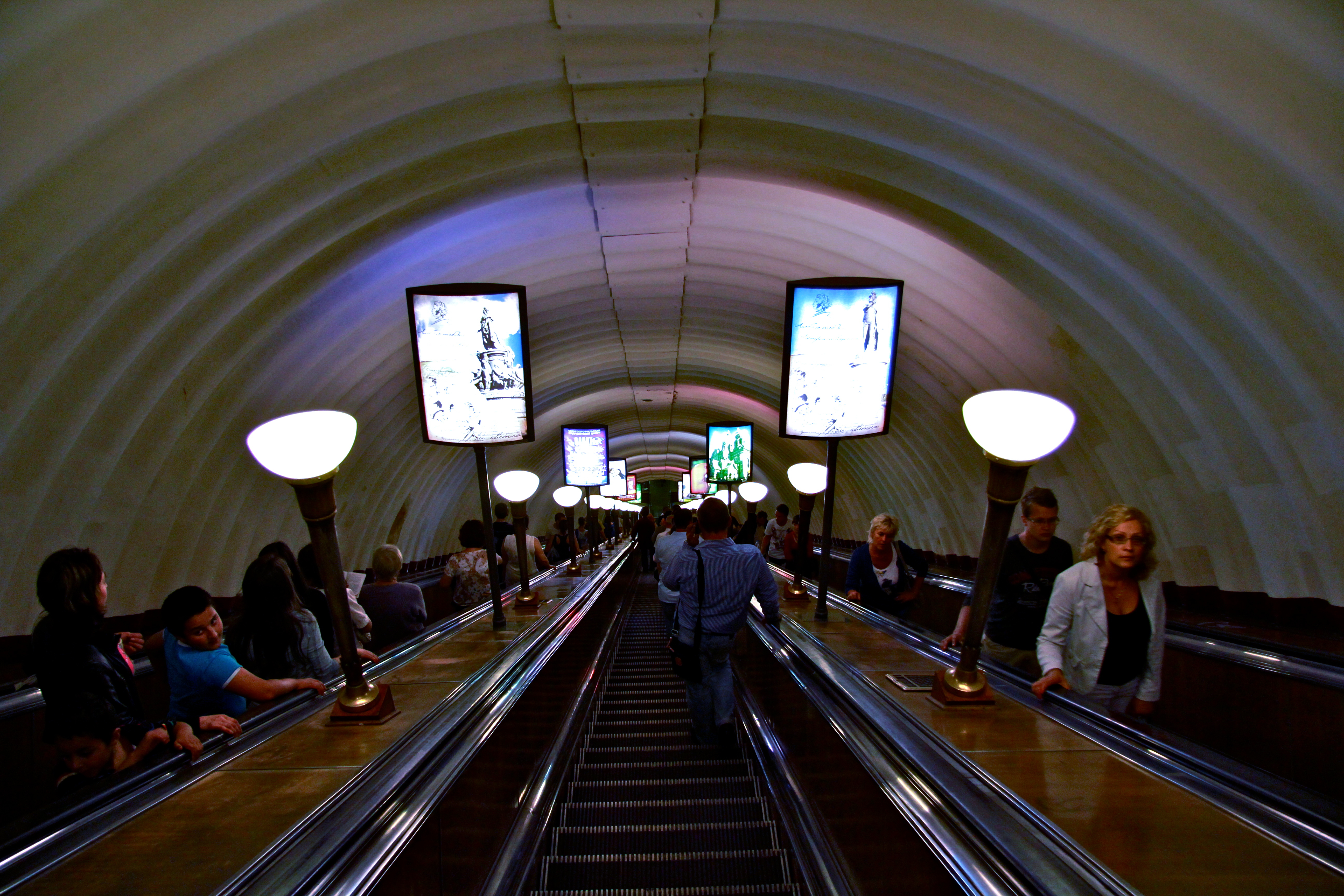
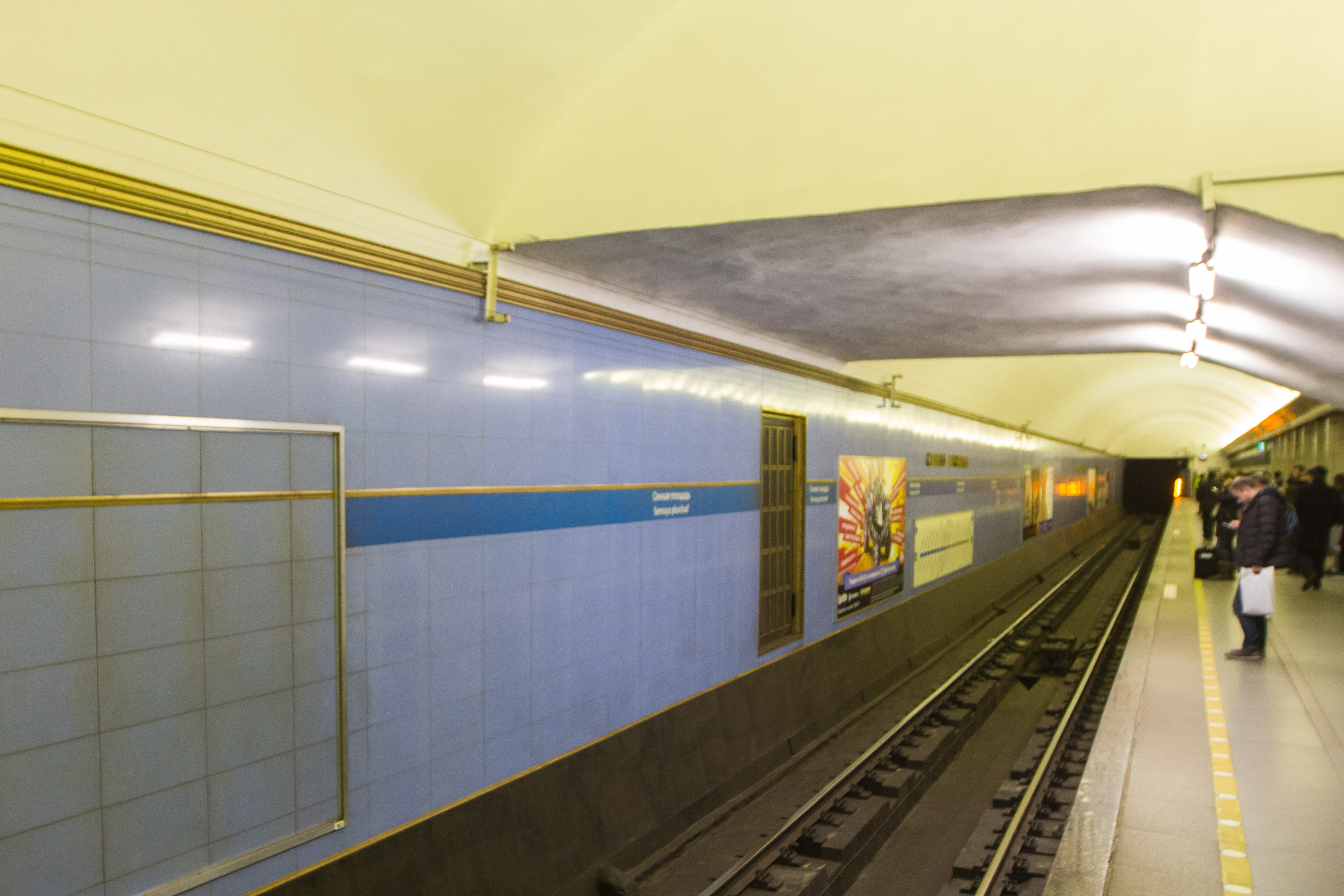
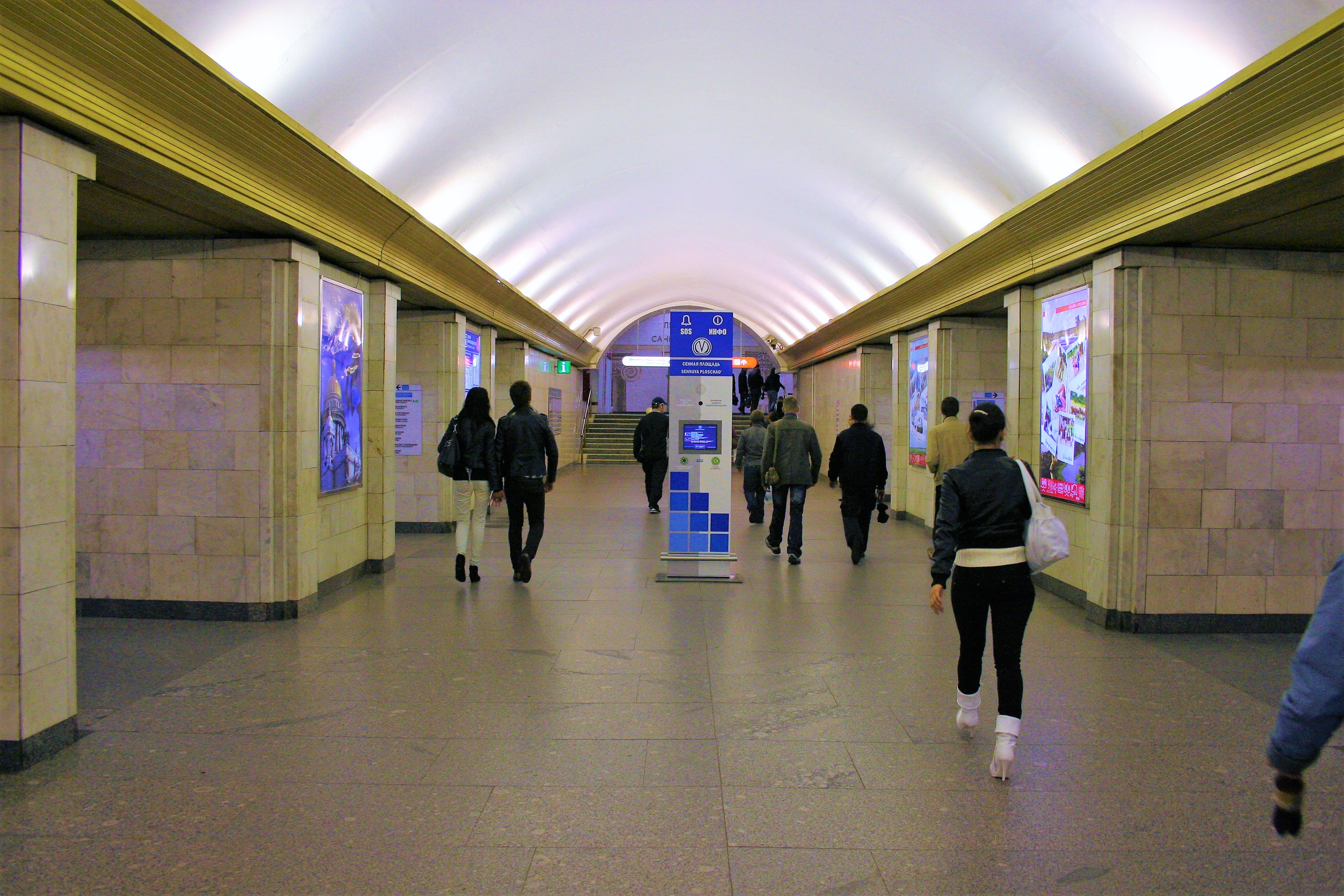

### Intermodalité
Elle est en correspondance directe avec : la station Spasskaïa, desservie par la ligne 4, par une liaison souterraine piétonne débutant au sud du quai par un escalier fixe, puis un couloir débouchant sur un quadruple escalier mécanique menant au sud est du quai de la station ; et la station Sadovaïa, desservie par la ligne 5, par une relation piétonne souterraine débutant par un escalier fixe au centre du quai donnant sur un couloir qui aboutit, après quelques marches, à un quadruple escalier macaniques menant à la station.

## À proximité
- Rue des Décembristes